# Hejnał Leżajska

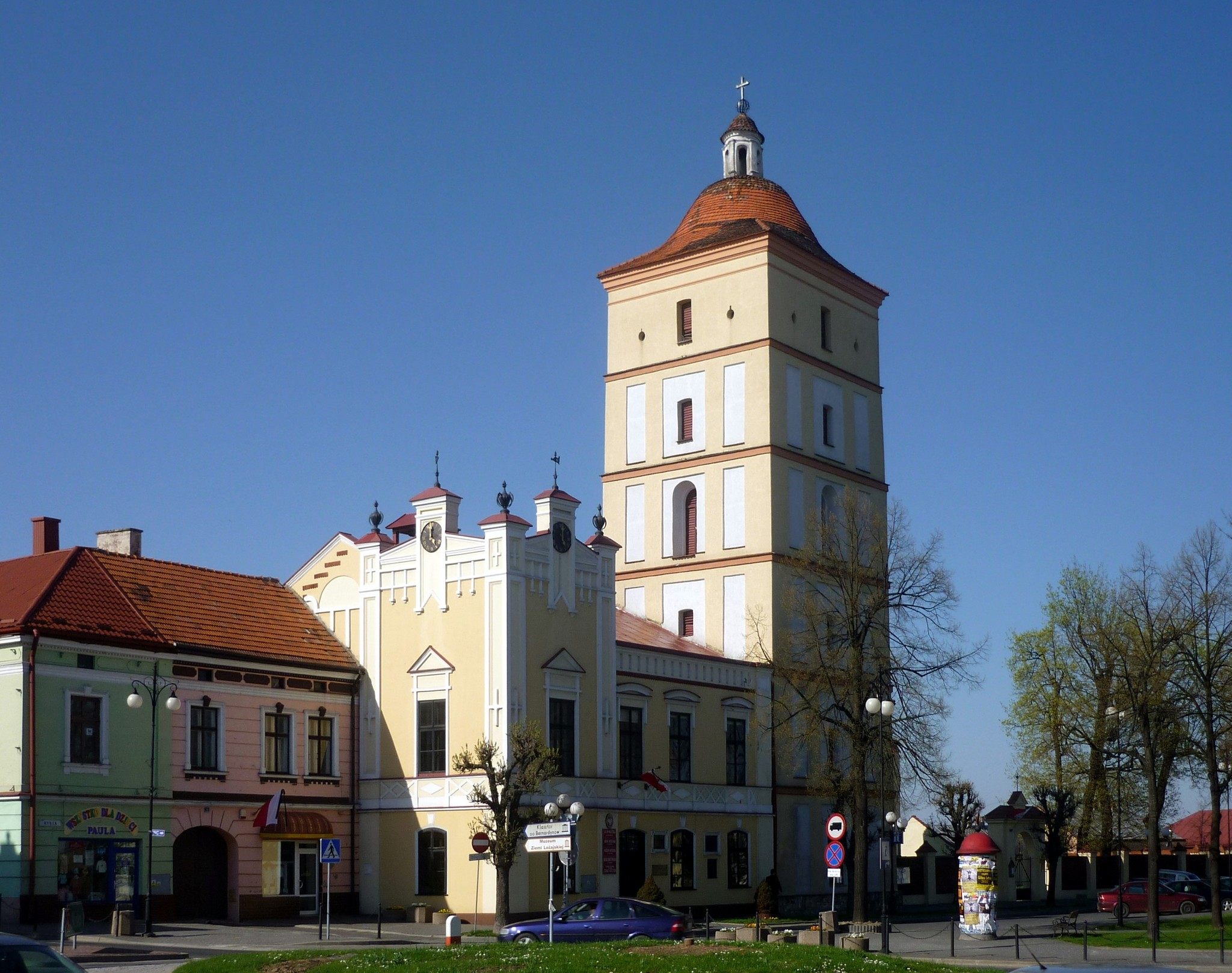
Ratusz i wieża obronna - miejsce rozbrzmiewania hejnału

Hejnał Leżajska – kompozycja leżajskiego muzyka Michała Grzywny, wykonanywana na trzy trąbki (przy okazji świąt, rocznicowych obchodów itp.) i wersji zegarowej, codziennej (trąbka solo), którą po raz pierwszy usłyszeć można było 8 lipca 2017 roku. Rozbrzmiewa z wieży obronnej obok ratusza, trzy razy dziennie: o szóstej, dwunastej i dwudziestej drugiej.
W latach 2003–2017 hejnałem Leżajska była kompozycja leżajskiego muzyka Edwarda Horoszki  wykonanywana na trzy trąbki, którą po raz pierwszy usłyszeć można było 23 maja 2003 roku (za kadencji burmistrza Tadeusza Trębacza). Rozbrzmiewała z wieży obronnej obok ratusza.